# 賽爾圖
賽爾圖，又名色爾圖，他塔喇氏，滿洲鑲紅旗人，清朝政治人物、清朝刑部尚書。

## 生平
曾任佐领，禮部尚書。雍正二年十月丙申，接替阿爾松阿，擔任清朝刑部尚書，后革。由德明接任。

## 家庭
- 始祖郎格，鑲紅旗满洲佐領。“郎格，鑲紅旗人，岱圖庫哈理同族，世居扎庫木地方，國初率族人來歸，編佐領，使其子阿爾布尼統之。孫伊爾格尼、胡什俱原任佐領。……又郎格之元孫吉蘭、色徳理、索岱、六十俱原任佐領。……四世孫兆敏原任四品官，塞爾圖原任刑部尚書兼佐領”（据《八旗滿洲氏族通譜》卷11）。
- 高祖阿爾布尼，佐领。
- 曾祖伊爾格尼，佐领。胞兄逹都，原任奉天將軍兼佐領。
- 祖父。
- 父色得禮（又色徳理），佐領。
- 子成緒。妻愛新覺羅氏，其父宗室塞爾赫（字慄菴、曉亭，号北阡季子)，著有《曉亭詩鈔》，先祖穆尔哈齐；母蔡佳氏，正白旗漢軍、云贵总督蔡毓榮之女；胞姊愛新覺羅氏，嫁正白旗漢軍、乾隆乙丑武進士蔡永福（其父康熙丁丑進士蔡珽，胞叔蔡琳娶李氏（父正黄旗汉军、浙江提督李顯祖，順治帝賜名塞白理；继母曹氏，胞兄内务府正白旗汉军、佐领、江宁织造曹寅）；姑母蔡琬（字季玉）嫁鑲黃旗漢軍、康熙甲戌科進士高其倬；祖父云贵总督蔡毓榮）。
- 家族后裔有陕甘总督裕泰家庭。